# Роуз, Чарли
Чарльз Пит «Чарли» Роуз мл. (англ. Charles Peete "Charlie" Rose, Jr.; род. 5 января 1942) — американский телеведущий и журналист.

## Биография
Чарли Роуз окончил Университет Дьюка в 1964 году со специализацией по истории, затем защитил диссертацию в Школе права при университете. С 1972 года начал строить журналистскую карьеру и в 1974 был нанят выпускающим редактором, а год спустя и исполнительным продюсером программы «Международный отчёт Билли Мойерса» (англ. Bill Moyers' International Report) на телеканале PBS. В 1984—1990 годах Роуз был ведущим собственной новостной программы на канале CBS; его интервью с Чарльзом Мэнсоном завоевало премию Эмми в 1987 году. В 1991 году Роуз вернулся на PBS с собственным ток-шоу.
29 марта 2006 во время командировки в Сирию перенёс тяжелейший сердечный приступ, был эвакуирован в Париж, ему была проведена реконструкция митрального клапана под наблюдением «отца» этой хирургической процедуры Алена Карпантье. 12 июня Роуз вышел в эфир, обсуждая в ток-шоу операцию и процесс восстановления после неё.
8 сентября 2013 года взял интервью у президента Сирии Башара Асада, что вызвало неоднозначную реакцию общественности в связи с профессиональными качествами Ч. Роуза.
В июне 2015 года ведущий пленарного заседания XIX Петербургского международного экономического форума.
В сентябре 2015 года взял интервью у президента Российской Федерации Владимира Путина. Интервью состоялось в преддверии участия Путина в 70-й сессии Генеральной Ассамблеи ООН в Нью-Йорке.